# Gostun
Gostun (bolgarsko: Гостун [Gostun]), prabolgarski vladar, tretji iz Imenika bolgarskih kanov.
V Imeniku, ki je edini vir podatkov o njegovem življenju, piše, da je bil iz klana Ermi in da je bil regent hunsko-avarskega kagana. Na tem položaju je bil dve leti - za Irnikom in pred Kurtom, ki je bil tudi iz klana Ermi. Vladati je začel leta dohs tvirem, se pravi, da je vladal v letih 628-630 ali 603-605.
Nekateri bizantinski viri trdijo, da je Gostun morda drugo ime kana Organe, ki je bil bolgarski regent do Kubratove vrnitve iz Konstantinopla.  Nekateri poznavalci takšno možnost zanikajo.

## Zanimivost
Po Gostunu se imenuje vrh Gostun Point na Snow Islandu na Južnih Šetlandskih otokih na Antarktiki.